# Szczytna (Basses-Carpates)
Pour l’article homonyme, voir Szczytna.
Szczytna est une localité polonaise de la gmina de Pawłosiów, située dans le powiat de Jarosław en voïvodie des Basses-Carpates.